# Vlag van Beusichem

Vlag van de gemeente Beusichem
(1954-1978)

De vlag van Beusichem is op 28 juni 1954 bij raadsbesluit ingesteld als gemeentelijke vlag van de voormalige Gelderse gemeente Beusichem. De vlag kwam in 1978 te vervallen als gemeentelijke vlag toen de gemeente Beusichem opgenomen werd in gemeente Buren.

## Beschrijving
De vlag kan als volgt worden beschreven:
Zeven banen van geel en blauw volgens de broekdiagonaal.
Het vlaggenbeeld komt overeen met het beeld van het gemeentewapen.

## Verwante afbeeldingen

Wapen van Beusichem

Ammerzoden 
· Angerlo 
· Batenburg 
· Beesd 
· Bemmel 
· Bergh 
· Bergharen 
· Beusichem 
· Borculo 
· Brakel 
· Didam 
· Dinxperlo 
· Dodewaard 
· Dreumel 
· Echteld 
· Eibergen 
· Elst 
· Ewijk 
· Geldermalsen 
· Gendringen 
· Gendt 
· Gorssel 
· Groenlo 
· Groesbeek 
· Hedel 
· Heerewaarden 
· Hemmen 
· Hengelo 
· Herwen en Aerdt 
· Heteren 
· Heukelum 
· Hoevelaken 
· Horssen 
· Huissen 
· Hummelo en Keppel 
· Hurwenen 
· Kerkwijk 
· Kesteren 
· Laren 
· Lichtenvoorde 
· Lienden 
· Lingewaal 
· Maurik 
· Millingen aan de Rijn 
· Neede 
· Neerijnen 
· Overasselt 
· Rijnwaarden 
· Rossum 
· Ruurlo 
· Steenderen 
· Ubbergen 
· Valburg 
· Vorden 
· Wadenoijen 
· Wamel 
· Warnsveld 
· Wehl 
· Wisch 
· Zelhem 
· Zoelen